# Petraeomyrtus
Petraeomyrtus es un género monotípico de arbustos, perteneciente a la familia Myrtaceae. Su única especie: Petraeomyrtus punicea (Byrnes) Craven, Austral. Syst. Bot. 12: 678 (1999)s originario del Territorio del Norte en Australia donde se distribuye por la región del Río Aligátor.

## Sinonimia
- Melaleuca punicea Byrnes, Austrobaileya 2: 74 (1984).
- Regelia punicea (Byrnes) Barlow, Brunonia 9: 95 (1987).[1]